# Kanton Lassigny
Kanton Lassigny (fr. Canton de Lassigny) byl francouzský kanton v departementu Oise v regionu Pikardie. Skládal se z 22 obcí. Zrušen byl po reformě kantonů 2014.

## Obce kantonu
- Amy
- Avricourt
- Beaulieu-les-Fontaines
- Candor
- Cannectancourt
- Canny-sur-Matz
- Crapeaumesnil
- Cuy
- Dives
- Écuvilly
- Élincourt-Sainte-Marguerite
- Évricourt
- Fresnières
- Gury
- Laberlière
- Lagny
- Lassigny
- Mareuil-la-Motte
- Margny-aux-Cerises
- Plessis-de-Roye
- Roye-sur-Matz
- Thiescourt